# Moneda de medio farthing
La moneda de medio farthing o fárting (1/8d) era subunidad monetaria que evalía a 1/1,920 de una libra esterlina, o un octavo de un penique. Fue acuñada, en un principio, para circular en Ceilán (actual Sri Lanka), aunque en 1842, fueron declaradas de curso legal en el Reino Unido de Gran Bretaña e Irlanda. Durante toda su historia, emplearon dos anversos, y al igual que el resto de las monedas británicas, contienen retratos de los monarcas vigentes al momento de ser acuñadas.
Previo a la decimalización de la moneda británica, la libra esterlina estaba compuesta de 20 chelines (a su vez, cada chelín estaba constituido por 12 peniques, por lo que una libra contenía 240 de estos). Los valores inferiores a una libra, eran expresados en chelines y peniques. ej. 42 peniques de la época hubiesen sido expresados como 3 chelines y seis peniques (3/6), y se lo pronunciaría como simplemente "tres y seis". Los valores expresados únicamente en chelines, que no contuvieran ni libras ni peniques, se expresaban con una guion a su lado, en señal de ausencia de otras subdivisiones monetarias; ej: (3 chelines; 3/-)

## Historia
La moneda fue introducida en 1828, para circular en Ceilán y se acuñaron piezas nuevamente en 1830. El anverso de la moneda (1830), contiene un retrato orientado a la izquierda del Jorge IV, junto con la inscripción GEORGIUS IV DEI GRATIA ida (en español: Jorge IV, por la gracia de Dios), mientras que el reverso, muestra a britania sentada portando un escudo, junto con la inscripción BRITANNIAR REX FID DEF. No había indicaciones apropiadas de su valor facial.
La moneda estaba compuesta de cobre, pesa 2.4 gramos y tiene un diámetro de 18 milímetos. 
En 1837, durante el reinado de Guillermo IV, se acuñó una nueva versión, también compuesta de cobre, que mide 18 mm, pero que pesa 2.3 gramos. El anverso de esta moneda contiene un retrato de Guillermo orientado hacia la derecha con la inscripción GULIELMUS IIII DEI GRATIA 1837 (en español: Guillermo IV, por la gracia de Dios, 1837)
Durante el reinado de la Reina Victoria, se acuñaron monedas para circular en los años 1839, 1842, 1843, 1844, 1847, 1851, 1852, 1853, 1854, and 1856. Nuevamente estas monedas estaban compuestas de core, medían 18 mm de diámetro y pesaban 2.4 gramos (excepto por las de 1853). El diseño cambió considerablemente de lo que era antes. El anverso contiene un retro de la reina Victoria orientado hacia la izquierda, junto con la inscripción VICTORIA D G BRITANNIAR REGINA F D (en español: Victoria, por la gracia de Dios, Reina de Inglaterra, defensora de la fe), mientras que el reverso contiene una corona con las palabras  (medio fárting), conteniendo una rosa con tres hojas en el fondo de la moneda (en el caso de las piezas acuñadas en 1839), o una rosa, junto con un cardco y un trébol (en el caso de las monedas acuñadas de 1842 en adelante). El cambio en el diseño se realizó debido a que la moneda se volvió de curso legal en el Reino Unido el 13 de junio de 1842. Las respuestas ante su introducción, fueron mayormente cínicas, y muchas personas enviaron cartas al periódico The Times quejándose al respecto; Aunque lo cierto es que la moneda de medio fárting circuló ampliamente tanto en el Reino Unido como en Ceilán. 
El poder adquisitivo de un penique en 1844, era de aproximadamente £0.35 en la actualidad. El medio fárting, por ende, hubiese tenido un valor aproximado de £0.04375. A pesar de esto, en el reino Unido aún circulan muchas monedas de £0.01 y £0.02. así que el medio fárting representaba un valor no tan minúsculo para la población de aquella época, como hoy lo representan las monedas de menor denominación en la actualidad
El medio fárting dejó de circular el 1 de enero de 1870.